# Departamento de San Antonio
El Departamento de San Antonio es una antigua división territorial de Chile, que pertenecía a la Provincia de Santiago. La cabecera del departamento fue San Antonio. Fue creado el 22 de enero de 1917 con las subdelegaciones 6.ª, Cartagena; 7.ª, San Antonio; 8.ª, Cuncumén; 12.ª, San Pedro; 13.ª, Loica; 14.ª, Santo Domingo; 15.ª, Bucalemu; y 20.ª, El Tabo del Departamento de Melipilla.
El 30 de diciembre de 1927, con el DFL 8582, es incorporado nuevamente al departamento de Melipilla, y su capital pasa a ser el puerto de San Antonio (Chile). Así, el artículo 2° del DFL 8582 señala:
"Art. 2.o Los departamentos tendrán por límites los fijados por el decreto-ley número 354, de 17 de marzo de 1925, y sus actuales cabeceras, con las modificaciones siguientes, además de las arriba indicadas:"
"El departamento de Melipilla, estará formado por el territorio del actual departamento de San Antonio y por el de las antiguas subdelegaciones 1.a Melipilla, 2.a San Francisco del Monte, 3.a María Pinto, 9.a Matadero, 10 Chocalán y 11 Codigua, del actual departamento de Melipilla. Su cabecera es el puerto de San Antonio"
Con el DFL 8583, se divide el Departamento en comunas-subdelegaciones de acuerdo a los límites establecidos en este decreto con fuerza de ley.
Luego, con la Ley 5287 del 11 de octubre de 1933, se divide el Departamento de Melipilla, en el Departamento de San Antonio y el nuevo Departamento de Melipilla.

## Límites
El Departamento de San Antonio limitaba:
- al norte con el Departamento de Valparaíso.
- al oeste con el Océano Pacífico.
- al sur con el Departamento de Santa Cruz.
- Al este con el Departamento de Melipilla.

## Administración
La Municipalidad de San Antonio comprende las subdelegaciones: 7.ª, San Antonio; 8.ª, Cuncumén; 14.ª, Santo Domingo y 15.ª, Bucalemu, del departamento, con sede en San Antonio, en donde se encontraba la Gobernación Departamental.
La Municipalidad de Cartagena comprende las antiguas subdelegaciones: 6.ª, Cartagena, y 20.ª, El Tabo, del departamento.
La Municipalidad de Loica comprende las subdelegaciones: 12.ª, San Pedro y 13.ª, Loica, del departamento.
En 1927 con el DFL 8582 el departamento se incorpora al nuevo Departamento de Melipilla, y la cabecera del departamento pasa al Puerto de San Antonio y con el DFL 8583 se definen las nuevas subdelegaciones y comunas, que entran en vigor el año 1928.
En 1933, se divide el Departamento de Melipilla en el Departamento de San Antonio y el nuevo Departamento de Melipilla.

## Subdelegaciones
El 22 de enero de 1917, se crea el Departamento de San Antonio, con las subdelegaciones siguientes:
- 6.ª, Cartagena
- 7.ª, San Antonio
- 8.ª, Cuncumén
- 12.ª, San Pedro
- 13.ª, Loica
- 14.ª, Santo Domingo
- 15.ª, Bucalemu
- 20.ª, El Tabo

## Comunas y subdelegaciones

### 1927
De acuerdo al DFL 8583 del 30 de diciembre de 1927, en el Departamento de Melipilla se crean las comunas y subdelegaciones con los siguientes territorios, pertenecientes al antiguo Departamento de San Antonio:
- San Antonio, que comprende las antiguas subdelegaciones: 7.ª, San Antonio; 8.ª, Cuncumén; 14.ª, Santo Domingo y 15.ª, Bucalemu, del antiguo departamento de San Antonio.
- Cartagena, que comprende las antiguas subdelegaciones: 6.ª, Cartagena, y 20.ª, El Tabo, del antiguo departamento de San Antonio.
- Loica, que comprende las antiguas subdelegaciones: 12.ª, San Pedro y 13.ª, Loica, del antiguo departamento de San Antonio.

Posteriormente se restituye el Departamento de San Antonio, con las comunas-subdelegaciones de:
- San Antonio
- Cartagena
- Loica

En 1936 se crea la comuna de Navidad, con parte del territorio de Rosario Lo Solís (actual Litueche) y es integrada en el Departamento de San Antonio.
En 1946 se crea la comuna de Santo Domingo con la parte sur del territorio de San Antonio, y sede comunal en Rocas de Santo Domingo.
En 1956 se crea la comuna de El Quisco en tanto que en 1960 se establece la de El Tabo, ambas con territorios de la parte norte de Cartagena.
El departamento es suprimido en 1974 en el proceso de regionalización. Se convierte en la provincia de San Antonio y segregado de la provincia de Santiago para incorporarse a la región de Valparaíso, con excepción de la comuna de San Pedro (ex Loica) que queda integrada en la provincia de Melipilla.

## Gobernadores departamentales
La siguiente lista es tomada de la Gobernación Provincial de San Antonio.
- 1917 Enrique Gazmuri Albano
- 1920 Arturo Tagle Briceño
- 1925 Isidoro Huneeus
- 1930 Tomás Allende Castro
- 1932 Víctor Mena
- 1932 José Manuel Benavente
- 1933 Arturo Tagle Briceño
- 1934 Ernesto Correa Fontecilla
- 1935 Alberto Bacciarini González
- 1938 Luis Urbina Moreno
- 1942 Aníbal Norambuena Figueroa
- 1942 Benjamín Lavín del Campo
- 1943 Luis Uribe González
- 1946 Samuel Flores Hernández
- 1946 Bruno Montt Polanco
- 1946 Hernán Fleisechman Soe
- 1950 Óscar Ríos Meneses
- 1951 Juan Aspeé Pizarro
- 1952 Carlos Sosa Severín
- 1955 Ernesto Olmedo
- 1955 Vicente Gutiérrez
- 1958 Juan Ignacio Cerda
- 1959 Miguel Stuven Silva
- 1964 Osvaldo Arratia de la Jara
- 1965 Guillermo Pino Balcázar
- 1970 Héctor Núñez Alarcón
- 1973 Leopoldo Zúñiga
- 1973 Jorge Romo Zúñiga
- 1973 Crl. Manuel Contreras Sepúlveda
- 1974 Crl. Manuel de la Fuente Borge